# Heinrich Rose

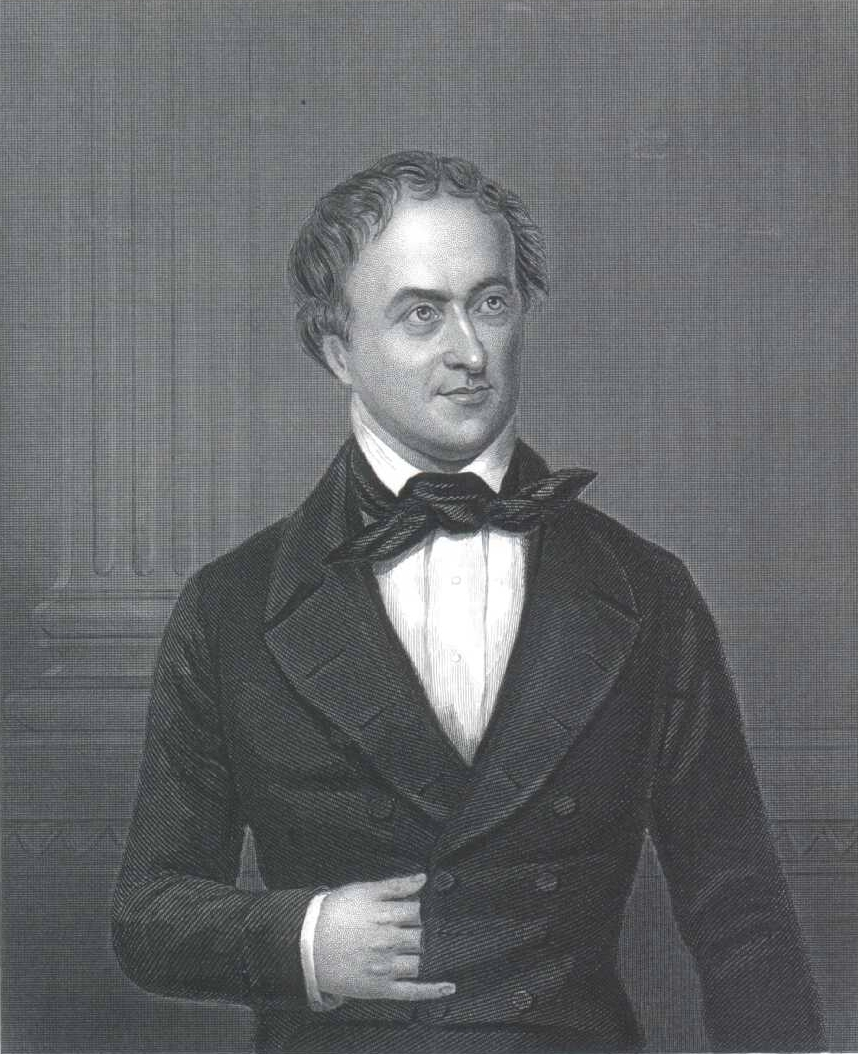
Heinrich Rose

Heinrich Rose, född 6 augusti 1795 i Berlin, död där 27 januari 1864, var en tysk apotekare och kemist; son till Valentin Rose d.y., bror till Gustav Rose.
Rose studerade först farmaci i Danzig, därpå kemi i Berlin och Kiel samt hos Jöns Jacob Berzelius i Stockholm, blev 1823 professor i kemi och farmaci vid universitetet i Berlin, vilken befattning han innehade till sin död.
Tillsammans med Berzelius och andra dennes lärjungar, såsom Friedrich Wöhler och brodern Gustav Rose, kan han räknas till den nyare analytiska och mineralkemins grundläggare. Han utarbetade en mängd kvantitativa metoder för grundämnenas åtskiljande och för upplösande av mineral samt införde svavelväte som gruppreagens för metallerna; han framhöll analogin mellan fosforväte och ammoniak, upptäckte antimonpentaklorid och sulfamider m.m. Genom sina undersökningar över dubbel dekomposition av salter samt över vattnets sönderdelande inverkan på alkalisulfider och vid bildning av basiska salter gjorde han viktiga förarbeten för massverkans lag.
Rose studerade även utförligt sammanhanget mellan mineralens fysiska och kemiska egenskaper. Alla hans undersökningar publicerades i Johann Christian Poggendorffs "Annalen der Physik und Chemie". Hans arbete Ausführliches Handbuch der analytischen Chemie (två band, 1829, sjätte upplagan, bearbetad av Finkener, 1864-71) var epokgörande. Det lämnar en mönstergill, kritisk sammanställning av de bästa då kända kvalitativa och kvantitativa analysmetoderna och har i hög grad underlättat utförandet av kemiska analyser.
Rose invaldes 1830 som utländsk ledamot av Kungliga Vetenskapsakademien och 1832 som ledamot av Preussiska vetenskapsakademien.